# Kazan
Kazan (în rusă Казань; în tătară Казан, transliterat Qazan) este capitala și cel mai mare oraș din Republica Tatarstan, Federația Rusă. Cu o populație de 1.143.535 de locuitori, Kazan este al optulea oraș ca mărime din Rusia. 
Orașul este atât un centru comercial major, cât și centrul cel mai important al culturii musulmane tătare, situat la confluenta râurilor Volga și Kazanka (Qazansu în tătară) în Rusia centrală europeană.

## Numele

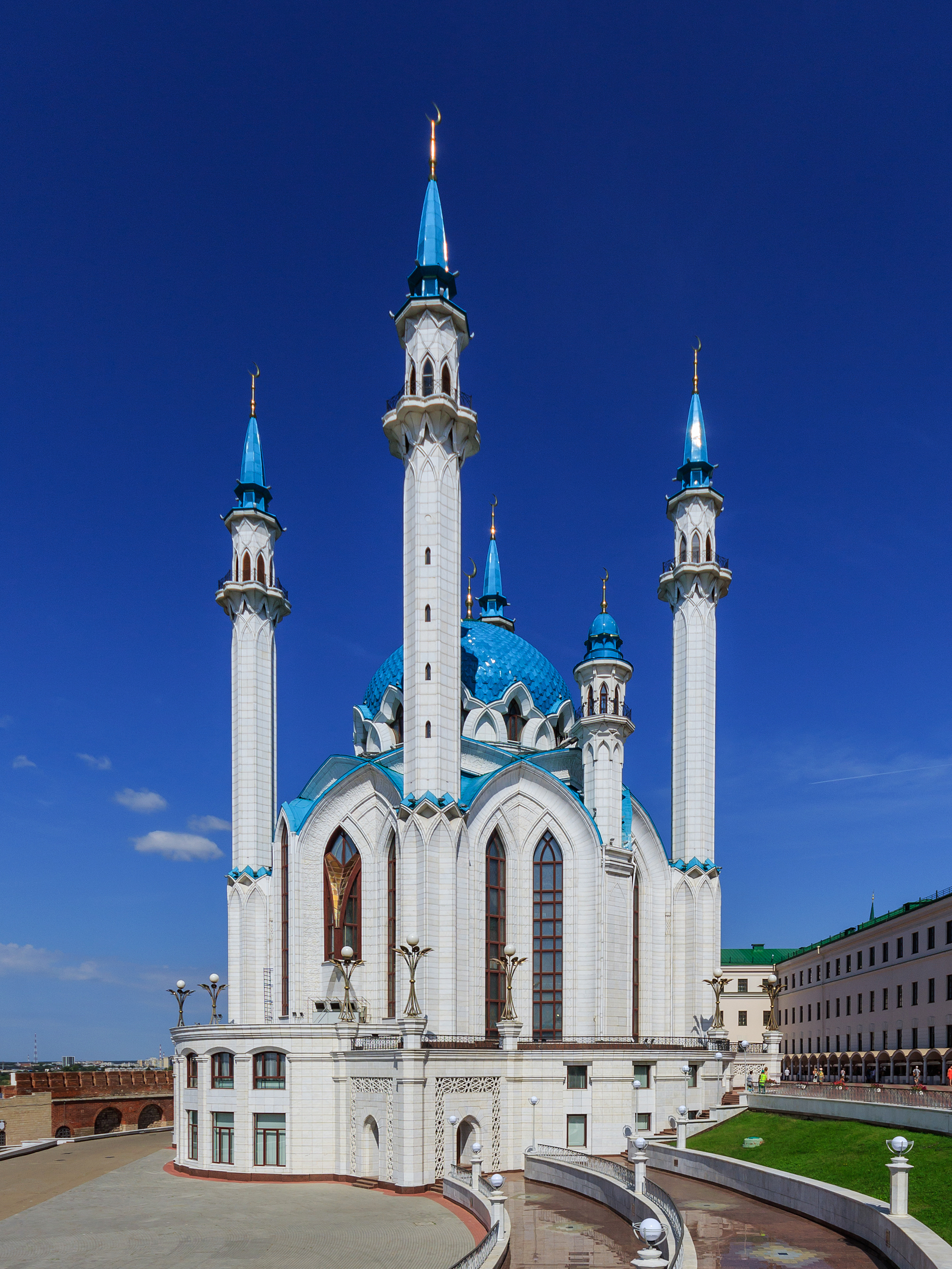
Moscheea Kul Sharif.

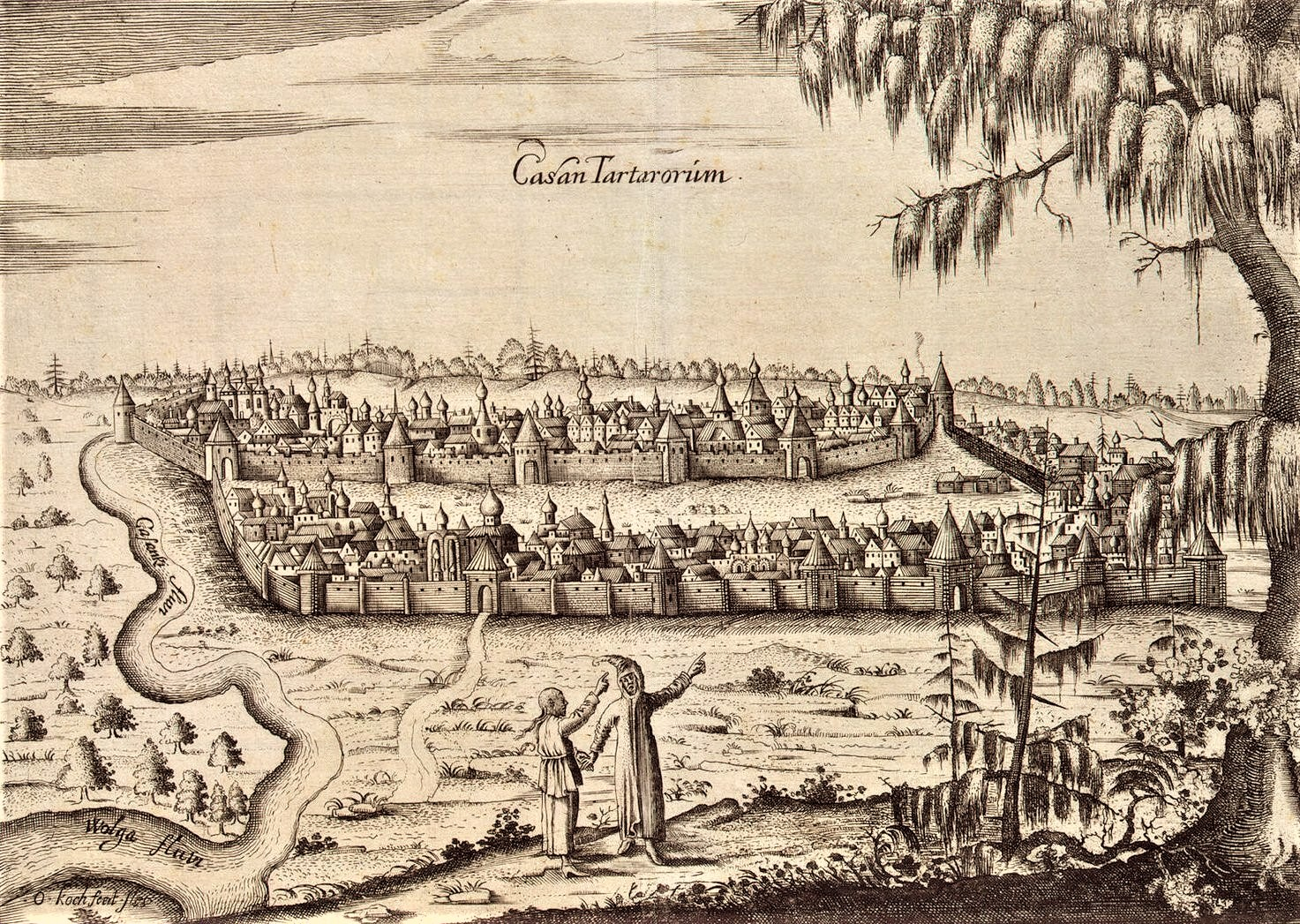
Kazan ~ 1630

Originea numelui nu este certă. În traducere literară, cuvântul tătar “qazan” înseamnă cazan sau boiler. Se poate să fi derivate din cuvântul “qazğan” care înseamnă dig. “Qazan” este, la origine, numele unui instrument special de gătit (un fel de covată). Se crede că orașul Kazan este numit după acest obiect datorită amplasării sale geografice, similar cu el; orașul este amplasat în forma literei U (într-o depresiune). O altă legendă, mai romantică, vorbește despre povestea unei prințese tătare pe nume Söyembikä care a scăpat o farfurie de aur (qazan) în râul care traversează orașul.  O altă legendă se referă la prințul bulgar Khusan (Хусан) după care a fost numit orașul.

## Istoria
Există ipoteza că orașul Kazan ar fi fost fondat de către bulgarii musulmani de pe Volga în Evul Mediu timpuriu sau de către tătarii Hoardei de Aur, la mijlocul secolului XV. Dacă era într-adevăr un oraș bulgar pe acest loc, estimările fondării sale variază între începutul sec.XI și sfârșitul sec.XIII; era vorba de un avanpost la granița dintre Bulgaria de pe Volga și triburile finice. O altă întrebare este unde a fost construită inițial această citadelă. Săpăturile arheologice au dovedit existența unei așezări urbane în trei părți ale orașului modern: Kremlin, Bișbalta (pe locul actualei mănăstiri Zilantaw) și lângă Lacul Qaban. Cele mai vechi dovezi sunt cele din Kremlin, care au fost datate ca fiind din sec.XI. 

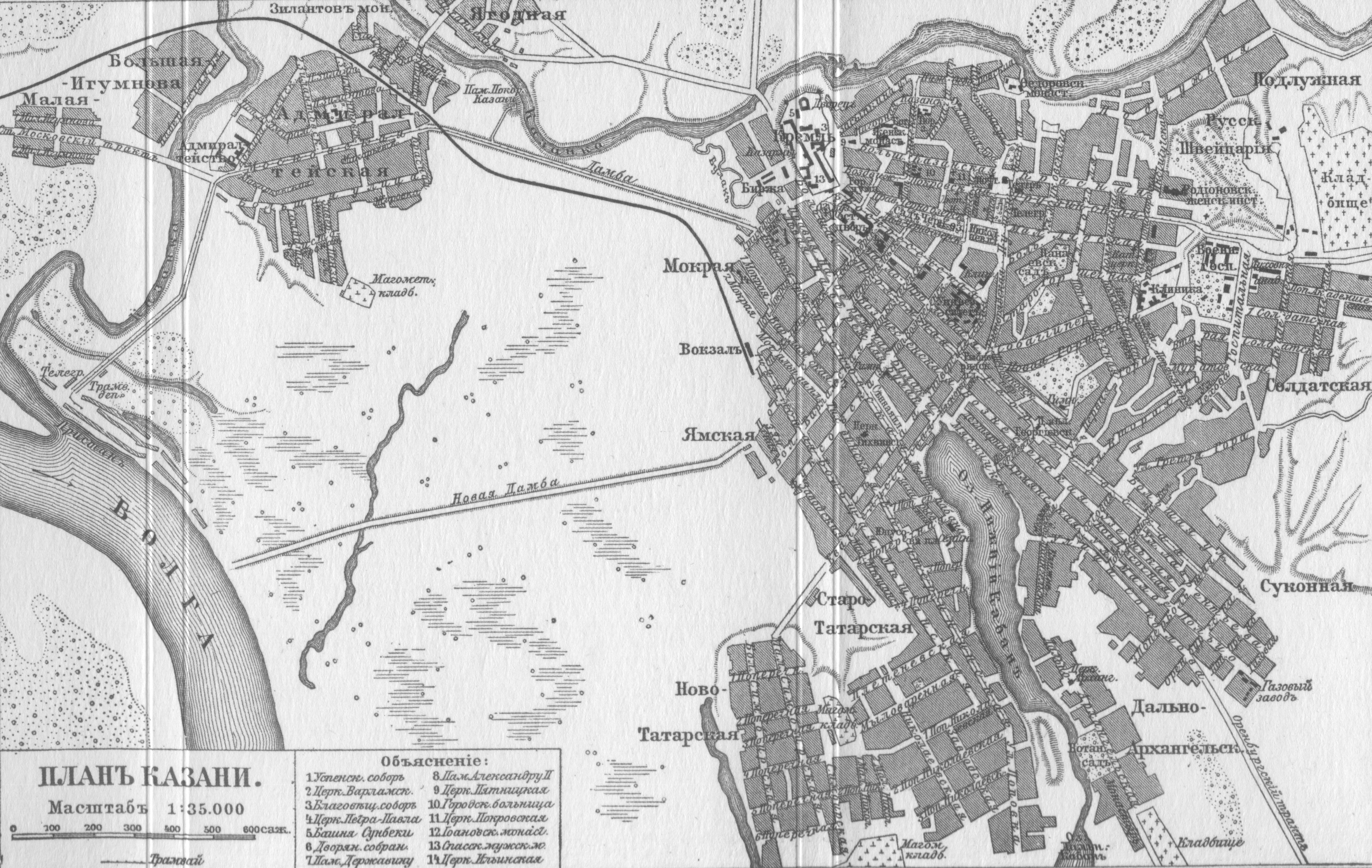
Harta orașului din sec. XIX

În sec.XI-XII, prin Kazan trecea o rută comercială între Scandinavia și Iran. Era un centru comercial și, posibil, unul dintre cele mai mari orașe ale bulgarilor din regiunea Kazan, chiar dacă capitala acestora era mai la sud, în orașul Bolghar. În sec.XIII, un alt val de bulgari din orașele Bolghar și Bilär au venit în Kazan, oraș care între timp fusese distrus de către mongoli. Kazan a devenit capitala de provincie (ducat) al Hoardei de Aur. 
În 1430, tătarii au uzurpat puterea ducatului care, înainte, era condus de dinastia bulgară. După dispariția Hoardei de Aur, Kazan a devenit capitala puternicului Hanat al Kazanului (1438). Bazarul orașului, care se numea Taș Ayaq (Picior de piatră) a devenit cel mai important centru comercial din regiune, cunoscut în special pentru obiectele de mobilier. Citadela și canalul Bolaq au fost reconstruite, mărind astfel capacitatea defensivă a orașului. Rușii au reușit să ocupe orașul pentru scurte perioade de timp, însă de fiecare dată s-au retras. În 1552, orașul a fost cucerit de către Rusia care era în acele vremuri condusă de către Ivan cel Groaznic, iar majoritatea locuitorilor au fost măcelăriți. În timpul guvernării lui Alexander Gorbatyi-Shuisky, cei mai mulți rezidenți tătari au fost omorâți, reprimați sau creștinizați în mod forțat. Moscheile și palatele au fost distruse. Populația tătară care a supraviețuit a fost mutată la 50 de km depărtare de oraș, iar locul lor a fost luat de fermierii ruși și soldați. Tătarii care se aflau în serviciul militar rus au fost mutați în cazarma tătară Bistäse, situată lângă zidurile orașului. Mai târziu, comercianții și meșteșugarii tătari au fost, de asemenea, izolați  aici. Kazan a fost distrus în mare parte din cauza unor incendii. 
În jurul anului 1600, independența Hanatului Kazan avea să fie restaurată cu ajutorul populației ruse, dar această independență urma să fie anulată de către Kuzma Minin în 1612.  
În 1708, Hanatul Kazanului a fost abolit și orașul Kazan a devenit capitală de gubernie. După vizita lui Petru cel Mare, orașul a devenit bază de construcție de nave pentru flota caspică. Cel mai mare poet rus, Gavrila Romanovich Derzhavin s-a născut în Kazan, în anul 1743, fiind fiul unui țăran sărac de origine tătară și cu toate acestea i s-a acordat identitate rusă și a avut o contribuție substanțială la cultura rusă.  Kazan a fost în mare parte distrus în anul 1774, ca rezultat al unei revolte a trupelor de graniță și a țăranilor conduși de atamanul Yemelyan Pugachev, dar a fost reconstruit repede, în timpul împărătesei Ecaterina. Ecaterina a dat un decret prin care permitea construirea moscheelor. Totuși, discriminarea tătarilor a continuat. La începutul sec. 19, Alexandru I a înființat Universitatea de Stat din Kazan și Casa Presei.
Coranul a fost tipărit pentru prima oară în Kazan în anul 1801, orașul devenind un important centru de studiu al științelor orientale din Rusia. Până la sfârșitul sec.XIX, Kazan avea să devină și un centru industrial important din această zonă. Oamenii din satele învecinate veneau în Kazan în căutarea unui loc de muncă. 
În anul 1875 apărea tramvaiul tras de cai, iar în 1899 era construită prima instalație de tramvai. După Revoluția Rusă din 1905, tătarilor li s-a permis să retransforme Kazanul în centru al culturii tătare. S-a înființat primul teatru tătar și a apărut primul ziar tătar. În 1918, Kazan a fost capitala Republicii Idel-Ural, care avea să fie desființată de guvernul bolșevic. Kazan a fost și un centru anti-bolșevic. În august 1918 a fost, pentru o scurtă perioadă, ocupat de către legionarii cehi. În 1919 (după Revoluția din Octombrie), Kazan devenea capitală Republicii Autonome Sovietică Socialistă Tătară. În anii ’20 și ’30 cele mai multe moschei și biserici din oraș au fost distruse (așa cum s-a întâmplat, de altfel, în toată Uniunea Sovietică). 
În timpul celui de-al Doilea Război Mondial, foarte multe dintre fabricile orașului au fost reprofilate pe producția de armament (tancuri și avioane de luptă), Kazan devenind un centru al industriei militare. De la sfârsitul anilor ’80 și în anii ’90, după dizolvarea URSS-ului, Kazan a redevenit centru al culturii tătare și tendințele separatiste s-au intensificat. Din anul 2000, orașul a cunoscut o perioadă de renovări capitale. O linie de metrou a fost inaugurată pe 27 august 2005; metroul are 5 stații, însă există planuri ca această linie să fie extinsă. Cel mai important eveniment al Kazanului îl reprezintă inaugurarea uneia dintre cele mai mari și mai frumoase moschei din Rusia, Kul Sharif, în Kremlinul orașului. Aceasta a devenit un adevărat simbol al Kazanului.

## Clima
| Date climatice pentru Kazan                                                             | Date climatice pentru Kazan | Date climatice pentru Kazan | Date climatice pentru Kazan | Date climatice pentru Kazan | Date climatice pentru Kazan | Date climatice pentru Kazan | Date climatice pentru Kazan | Date climatice pentru Kazan | Date climatice pentru Kazan | Date climatice pentru Kazan | Date climatice pentru Kazan | Date climatice pentru Kazan | Date climatice pentru Kazan |
| Luna                                                                                    | Ian                         | Feb                         | Mar                         | Apr                         | Mai                         | Iun                         | Iul                         | Aug                         | Sep                         | Oct                         | Nov                         | Dec                         | Anual                       |
| --------------------------------------------------------------------------------------- | --------------------------- | --------------------------- | --------------------------- | --------------------------- | --------------------------- | --------------------------- | --------------------------- | --------------------------- | --------------------------- | --------------------------- | --------------------------- | --------------------------- | --------------------------- |
| Maxima medie °C (°F)                                                                    | −7.2 (19)                   | −6.7 (19,9)                 | −0.2 (31,6)                 | 10.2 (50,4)                 | 19.0 (66,2)                 | 23.5 (74,3)                 | 25.5 (77,9)                 | 22.9 (73,2)                 | 16.3 (61,3)                 | 8.1 (46,6)                  | −1 (30,2)                   | −5.8 (21,6)                 | 8,7 (47,7)                  |
| Media zilnică °C (°F)                                                                   | −10.4 (13,3)                | −10.2 (13,6)                | −4 (24,8)                   | 5.5 (41,9)                  | 13.3 (55,9)                 | 18.1 (64,6)                 | 20.2 (68,4)                 | 17.6 (63,7)                 | 11.7 (53,1)                 | 4.8 (40,6)                  | −3.4 (25,9)                 | −8.5 (16,7)                 | 4,6 (40,3)                  |
| Minima medie °C (°F)                                                                    | −13.5 (7,7)                 | −13.3 (8,1)                 | −7.3 (18,9)                 | 1.6 (34,9)                  | 8.2 (46,8)                  | 13.3 (55,9)                 | 15.5 (59,9)                 | 13.3 (55,9)                 | 8.2 (46,8)                  | 2.2 (36)                    | −5.6 (21,9)                 | −11.4 (11,5)                | 0,9 (33,6)                  |
| Minima istorică °C (°F)                                                                 | −46.8 (−52.2)               | −39.9 (−39.8)               | −31.7 (−25.1)               | −25.6 (−14.1)               | −6.5 (20,3)                 | −1.4 (29,5)                 | 2.6 (36,7)                  | 1.6 (34,9)                  | −5.4 (22,3)                 | −23.4 (−10.1)               | −36.6 (−33.9)               | −43.9 (−47.0)               | −46,8 (−52,2)               |
| Precipitații mm (inches)                                                                | 40 (1.57)                   | 33 (1.3)                    | 32 (1.26)                   | 31 (1.22)                   | 41 (1.61)                   | 63 (2.48)                   | 65 (2.56)                   | 60 (2.36)                   | 51 (2.01)                   | 53 (2.09)                   | 46 (1.81)                   | 43 (1.69)                   | 558 (21,97)                 |
| Umiditate [%]                                                                           | 84                          | 81                          | 79                          | 68                          | 59                          | 66                          | 68                          | 71                          | 75                          | 81                          | 86                          | 85                          | 75                          |
| Nr. de zile cu precipitații                                                             | 10                          | 8                           | 7                           | 7                           | 6                           | 9                           | 9                           | 8                           | 9                           | 10                          | 10                          | 10                          | 103                         |
| Ore însorite                                                                            | 49.6                        | 89.6                        | 148.8                       | 204.0                       | 273.0                       | 294.0                       | 291.4                       | 254.2                       | 159.0                       | 83.7                        | 42.0                        | 34.1                        | 1.923,4                     |
| Sursa nr. 1: Pogoda.ru.net, World Meteorological Organization (precipitation days only) |                             |                             |                             |                             |                             |                             |                             |                             |                             |                             |                             |                             |                             |
| Sursa nr. 2: Hong Kong Observatory (sun only)                                           |                             |                             |                             |                             |                             |                             |                             |                             |                             |                             |                             |                             |                             |

## Demografie

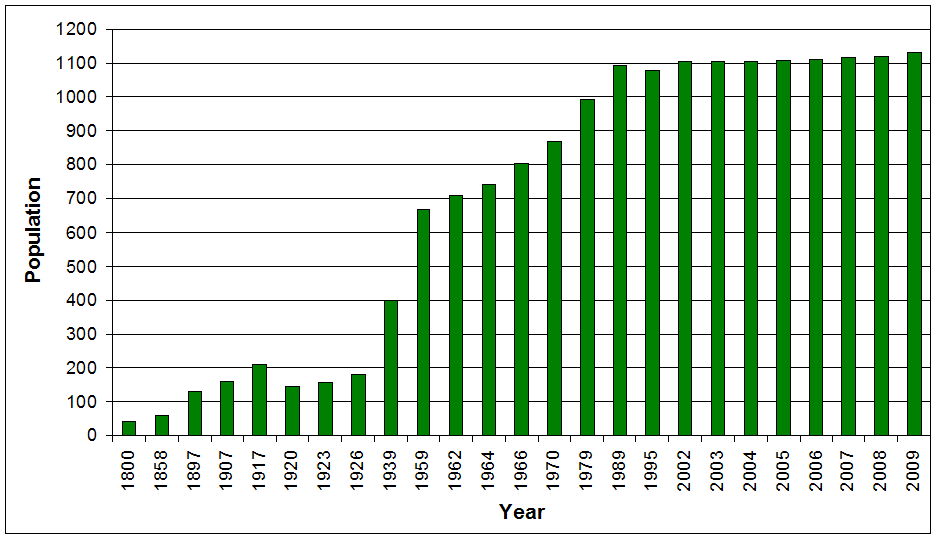
Evoluția istorică a populației începând cu 1800

Populația zonei metropolitane Kazan este de 1,57 milioane.
| An   | Populație               |
| ---- | ----------------------- |
| 1550 | 50.000                  |
| 1557 | 7.000                   |
| 1800 | 40.000                  |
| 1830 | 43.900                  |
| 1839 | 51.600                  |
| 1859 | 60.600                  |
| 1862 | 63.100                  |
| 1883 | 140.000                 |
| 1897 | 130.000                 |
| 1917 | 206.600                 |
| 1926 | 179.000                 |
| 1939 | 398.000                 |
| 1959 | 667.000                 |
| 1979 | 989.000                 |
| 1989 | 1.094.378 (recensământ) |
| 1997 | 1.076.000               |
| 2000 | 1.089.500               |
| 2002 | 1.105.289 (recensământ) |
| 2008 | 1.120.200               |
| 2009 | 1.130.717               |
| 2010 | 1.143.535 (recensământ) |

## Denumirile istorice ale orașului
- Tătară (în zilele noastre, 1928–1939): Qazan;
  - (1939–2000): Казан(alfabetul chirilic);
  - (1918–1928): قازان (alfabetul arab);
- Arabă: قزان ;
- Rusă: Казань [Kazan];
- Arabă (hist.): Bulgar al-Jadid (în transcriere tătară: Bolğar âl-Cädid) - New Bolğar;
- Germană: Kasan
- Latină: Casan
- Franceză: Kazan
- Poloneză: Kazań

## Centrul Kazanului
Kremlin
Orașul are o frumoasă citadelă (rusă: kreml,tătară: kirman), care a fost declarată monument al patrimoniului mondial în anul 2000. Cele mai importante monumente ale kremlinului sunt Catedrala Bunei Vestiri (1561-62) și turnul înclinat Soyembika, numit după ultima regină a Kazanului și declarat symbol al orașului.
De mare însemnătate sunt și turnurile și zidurile, dărâmate în sec. 16 și 17, dar reconstruite mai târziu; moscheea Qol-Șarif de asemenea reconstruită, din inetriorul citadelei; rămășițele Mănastirii Mântuitorului (splendida sa catedrală a fost demolată de către bolșevici) cu Turnul Spasskaya; Casa Guvernatorului (1843-53), proiectată de către Konstantin Thon, devenită acum Palatul Președinției Tatarstanului.
În apropiata vecinătate se află Catedrala Sf. Petru și Pavel (stil baroc) pe strada Qawi Nacmi și Moscheea Marcani situată pe strada Qayum Nasiri (construcție ce datează din sec. 18).
Bistä sau Posad
Centrul Kazanului este împărțit în două districte de Canalul Bolaq și Lacul Qaban. Primul district (Qazan Bistäse sau Kazanskiy Posad), rus din punct de vedere istoric, este situat pe o colină, iar al doilea district (İske Tatar Bistäse or Staro-Tatarskaya Sloboda), tătar din punct de vedere istoric, este situat între Bolaq și Volga. Foarte multe moschei, cum ar fi Nurullah, Soltan, Bornay, Apanay, Äcem, Märcani, İske Taș, Zäñgär, sunt situate în districtul tătar. Bisericile, cum ar fi Blagoveschenskaya, Varvarinskaya, Nikol'skaya, Tikhvinskaya, se află în cea mai mare parte în districtul rus. Principalele bulevarde centrale ale orașului sunt Bauman, Kreml, Dzerjinski, Tuqay, Pușkin, Butlerov, Gorkiy, Karl Marx și Märcani.
O veche legendă spune că în anul 1552, înaintea invaziei rusești, boierii tătari ar fi ascuns aur și argint în Lacul Qaban.

## “Kazanul de lemn”
La începutul anilor ’90, centrul Kazanului era în cea mai mare parte acoperit de clădiri din lemn, de obicei de două etaje. Centrul Kazanului era o zonă istorică a orașului, însă nu cel mai bun loc pentru locuit. În cadrul programului republican “Lichidarea vechilor apartamente”, cele mai multe dintre ele (spre deosebire de cele din alte orașe rusești), în special cele din Centrul Kazanului, unde terenul este foarte scump, au fost demolate, iar populația a fost mutată în suburbii ale orașului (Azino, Azino-2, Quartal 39). Aproximativ 100.000 de cetățeni au fost relocați prin acest program.

## Educația

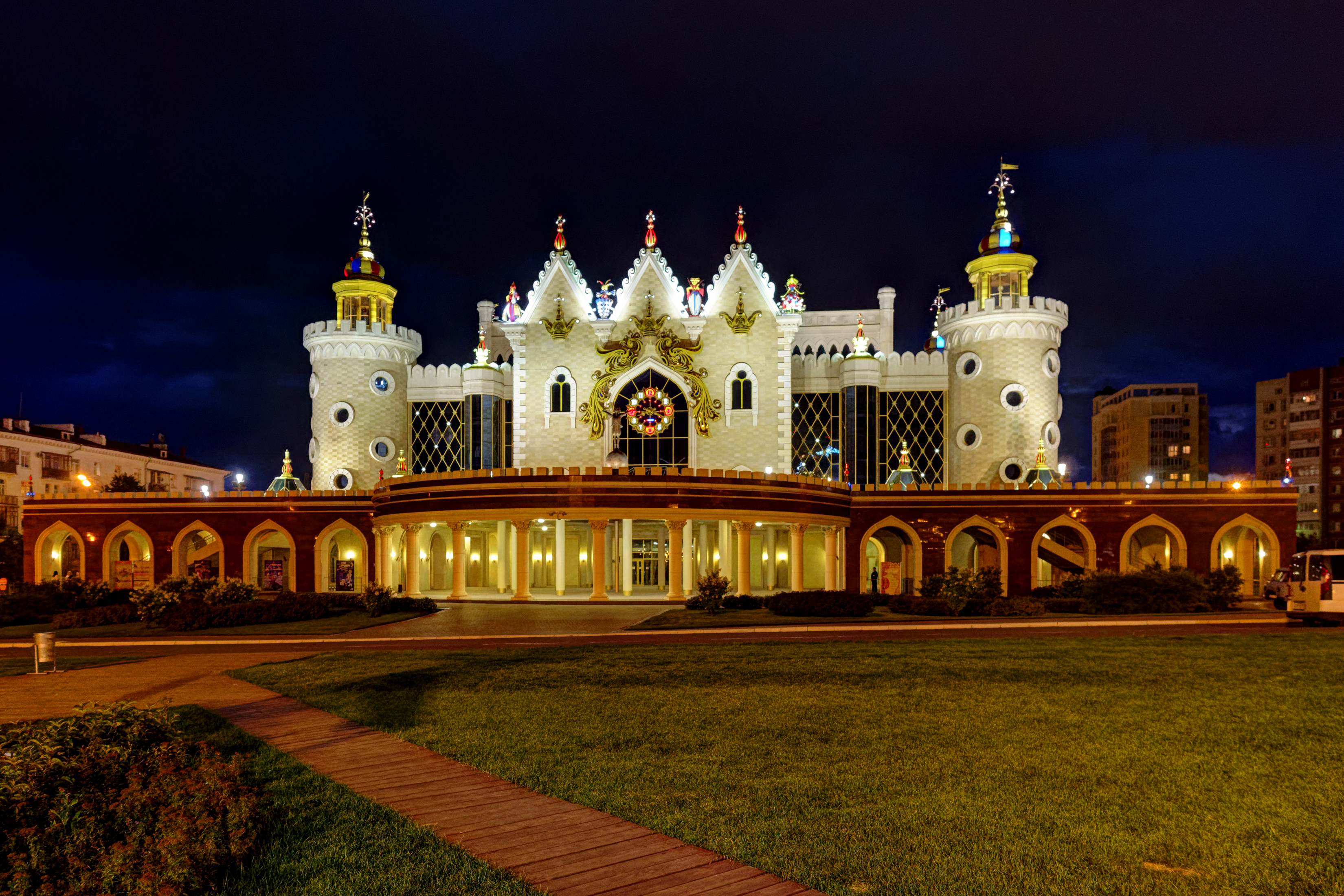
Teatrul de păpuși din Kazan

Universitatea de Stat Kazan a fost fondată în 1804 și a avut câțiva student străluciți, printer care Nikolai Lobacevski, Lev Tolstoi și Vladimir Lenin.
Universitatea Tehnică de Stat Kazan a fost înființată în 1932. Astăzi, această universitate este una dintre cele mai importante în domeniul construcției de avioane și rachete, producția de motoare și instrumente, computere și inginerie radio.
Sunt aproape 20 de institute și universități în Kazan, dar nu au o importanță atât de mare și cele mai multe dintre ele sunt institute comerciale.

## Sistemul administrativ
Autoritatea legislativă a orașului este Consiliul Local al Kazanului. Puterea executivă este exercitată de către Administrația Municipiului Kazan.
Kazan este divizat în șapte districte municipale.

## Economia
Capitala Republicii Tatarstan este Kazan – un important nod feroviar, de autostrăzi și linii aeriene, cel mai mare port de pe Râul Volga. Kazan este central economic al Tatarstanului. 35% din populație, angajată în ramuri ale economiei, este concentrată în Kazan. 151 de companii mari și de mărime medie au sediul în oraș, inclusive 98 JSC. 
Principalele ramuri ale industriei orașului sunt următoarele: auto, chimică și petrochimică, energetică și alimentară.
În 2002 PIB-ul Kazanului a atins suma de 96,8 miliarde de ruble. În procente este reprezentat de: industrie (27%), comerț și servicii (21,9%), transport (6,6%), construcții (4,9%), taxe (20%). Antrepriza industrială a produs 45 de miliarde de ruble, valoare de producție (111,4% în prețurile de la nivelul anului 2001). Salariile medii în industrie au fost de 4500 ruble (cu 21,5% mai mari decât în anul precendent). Salariul mediu (în general) depășea 4200 de ruble (în 2002), adică 142,9% față de anul precendent. Veniturile din industrie au fost de 6 miliarde ruble (102,8% față de 2001).
48,6% din bunurile produse în Kazan sunt vândute în Republica Tatarstan, 31% pe teritoriul Rusiei, 20,4% sunt exportate în CSI și alte state.
Vânzările la export ale JSC "Kazanorgsintez" formează mai mult de 30% din totalul producției. JSC "Kazan Helicopter Plant" exportă 92,3% din producția sa. 
JSC "Kazan Optical-mechanical Plant" exportă 36,6% din producția sa.
JSC "Kazanorgsintez" este unul dintre cei mai mari producători de produse chimice din Rusia. Deține mai mult de jumătate din producția națională de polietilenă. A fost inclus în RF State List a asociațiilor și antreprizelor de monopol de producție de polietilenă, țevi de polietilenă și corpuri de țevi. Se remarcă printr-o creștere continuă, financiar și ca volum al producției. Calitatea produselor îndeplinește standardele europene și sunt exportate in multe țări ale lumii. 
"Kazan Automotive Industrial Enterprise" (KMPO) are mai mult de 60 de ani de experiență în producția motoarelor de avioane. A produs 65% din motoarele pentru avioane civile (Il-62, IL-86, Tu-104 and Tu-154), alături de motoare pentru bombardiere și elicoptere. Astăzi JSC "KMPO" este un producător de armament defensive important, capabil să-și mențină o poziție financiar-economică stabilă. S-a perfecționat în producerea motoarelor de avioane AI-22, stația de pompare a gazelor GPA-16 “Volga”, stații automate de distribuție a gazelor AGRS “Istok”, cutii de viteză automate pentru autobuze. 
JSC "Kazan Helicopter Plant" este cel mai mare producător de elicoptere M.L. Mil. Elicopterele Mi-8 și Mi-17 i-au adus o mare popularitate. Fiabilitatea lor a fost foarte apreciată. În prezent (probabil 2002) se lucrează la proiectarea unui elicopter utilitar ușor, Ansat.
Noul avion Tu-214, produs de către Kazan Aircraft Enterprise n. a. S.P. Gorbunov în Martie 2000, a primit certificatul AP-25 categoria a doua, care confirmă alinierea deplină a acestuia la standardele americane și europene. Niciun alt avion rusesc nu a mai primit acest certificate. Recent, firma a conceput un avion cu reacție de mărime medie, Tupolev Tu-324. Deși președintele Vladimir Putin s-a arătat încântat, s-ar părea că proiectul a fost abandonat în favoarea unui proiect civil, Tu-414, un avion de 75 de locuri, care imprumută mult din designul lui Tu-324. 
De-a lungul mai multor decade o nouă ramură, producția de echipament științific și medical, s-a dezvoltat.
Un singur antreprenor, JSC "Kazan Medical-instrumental Plant”, a funcționat în Kazan timp de aprox. 70 de ani. Este o firmă foarte mare și, de altfel unica din Rusia care produce mai mult de 300 de tipuri de instrumente și echipament medical, practice pentru toate ramurile medicine.
Anual, KPHFO "Tathimfarmpreparat" produce și vinde 400 de milioane de medicamente folosite în tratamentul a 130 de boli (cardiovasculare, calmante, anti-febră, anti-tuberculoză, antibiotice). Produsele acestei companii se disting prin înalta calitate și prețul mic. 
PO "Teplocontrol" a fost premiată cu "The Arch of European Golden Star" pentru reputație și calitatea produselor sale. În prezent produce radiatoarele termice “Comfort” și a început producția, asamblarea, livrarea și service-ul pentru termostatele centralelor de uz personal și industrial. 
JSC "Kazancompressormash" este unul dintre cei mai mari producători de echipamente frigorifice și compresoare. Produsele lor sunt destinate uzinelor mari din metalurgie, gaz, uleiuri, chimice și alte ramuri ale industriei.

## Limbi vorbite
Rusa și limba tătară sunt cele mai vorbite în oraș. Rusa este înțeleasă de toată populația, cu excepția bătrânilor tătari. Limba tătară este în special vorbită de tătari. Termenul mankurt (mañqort) este folosit pentru tătarii cărora le este rușine de cultura și limba lor.
Engleza nu se vorbește în oraș, doar persoanele mai tinere o înțeleg.

## Sportul
- Aq Bars Kazan – echipa de hochei din Super Liga de Hochei a Rusiei (campioni în 1998 și 2006)
- FC Rubin Kazan – echipă de fotbal în Prima Ligă Rusă
- UNICS Kazan – club de baschet din Super Liga de Baschet a Rusiei
- Raketa Kazan – club de hochei pe iarbă
- Kazan Arrows, Energy Kazan – echipe din Liga de rugby din campionatul rus

- Atleți faimoși
  - Ruslan Nigmatullin - fotbalist
  - Denis Arkhipov – jucător de hochei

Kazan a candidat pentru Universiada de Vară din 2011, alături de Poznan, Murcia, Kaohsiung și Shenzhen. Următoarea Universiadă se va desfășura în 2011 în China la Shenzhen.

## Orașe înfrățite
| - Braunschweig (Germania), din 1988; - College Station, Texas (USA), din 1990; - Eskișehir (Turcia), din 1990; - Balıkesir (Turcia), din 1990; - Monufia (Egipt), din 1997; - Qalyubia (Egipt), din 2001; - Hyderabad, India (India), din 2001; - Urbino (Italia), din 2001; - Hangzhou (China), din 2002; - Istanbul (Turcia), din 2002; - Jūrmala (Letonia), din 2002; - Antalya (Turcia), din 2003; - Shumen (Bulgaria), din 2003; - Tabriz (Iran), din 2009. |

## Galerie de imagini
- Tramvaiul din Kazan, lângă Casa Shamil. Poartă numele lui Imam Shamil datorită faptului că portretul său a fost amplasat pe unul dintre pereții săi, cu toate că faimosul luptător nu a fost niciodată în Kazan.
- Kazan în 1630
- Harta asediului orașului Kazan (1552)

- Catedrala Bunei Vestiri (1561–1562)

- Muzeul de Stat din KazanSimbol cultural oficial

- Kazan în secolul 19

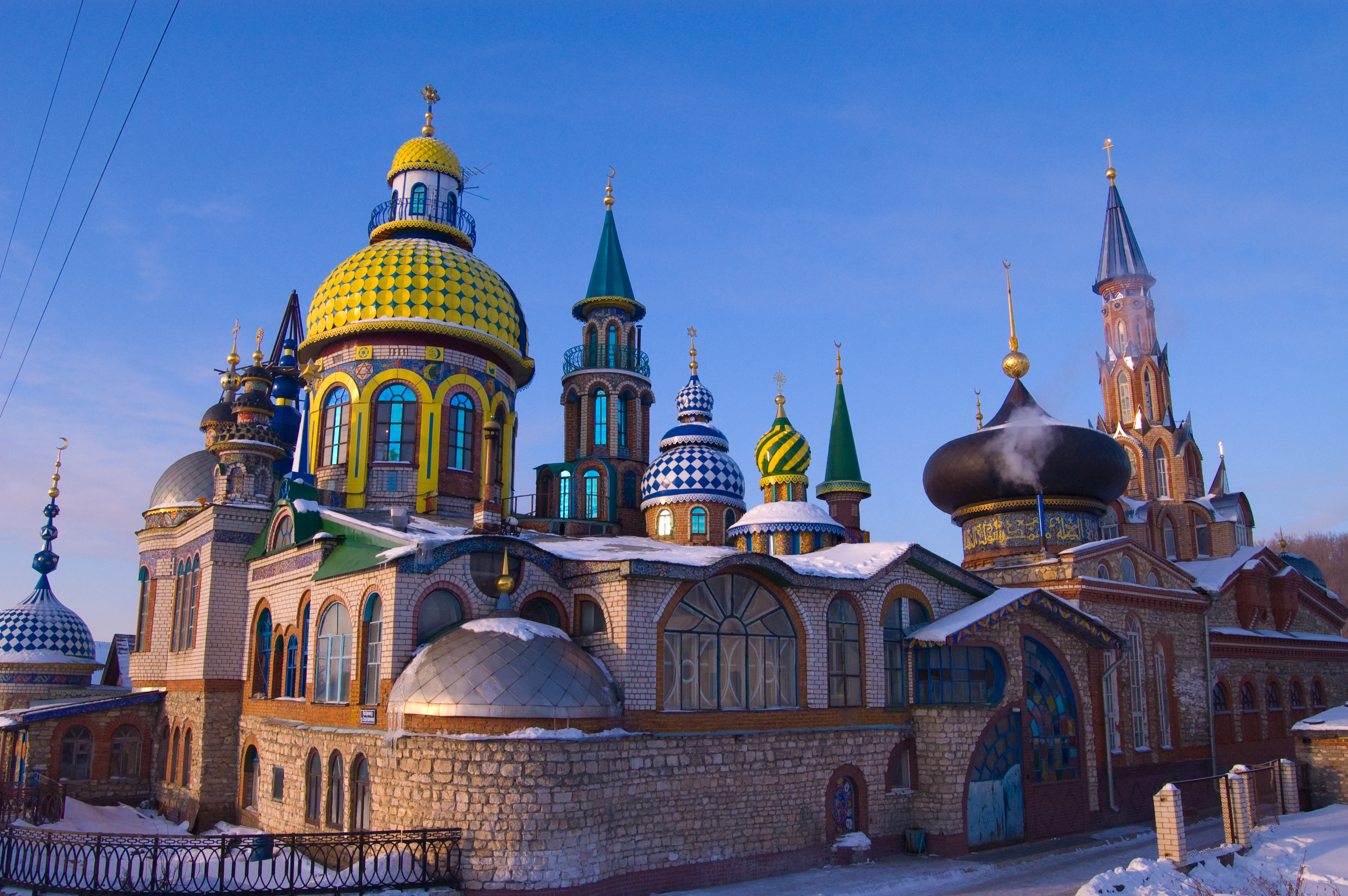
Simbol cultural oficial

- Turnul Söyembikä construit în kremlinul Kazanului în sec. 17-18

- Moscheea Kul Sharif

- Moscheea Soltan, de pe Strada Tuqay
- Pontonul Bolaq

- Vechile apartamente de lemn, Strada Aivazovsky|Ayvazovskiy

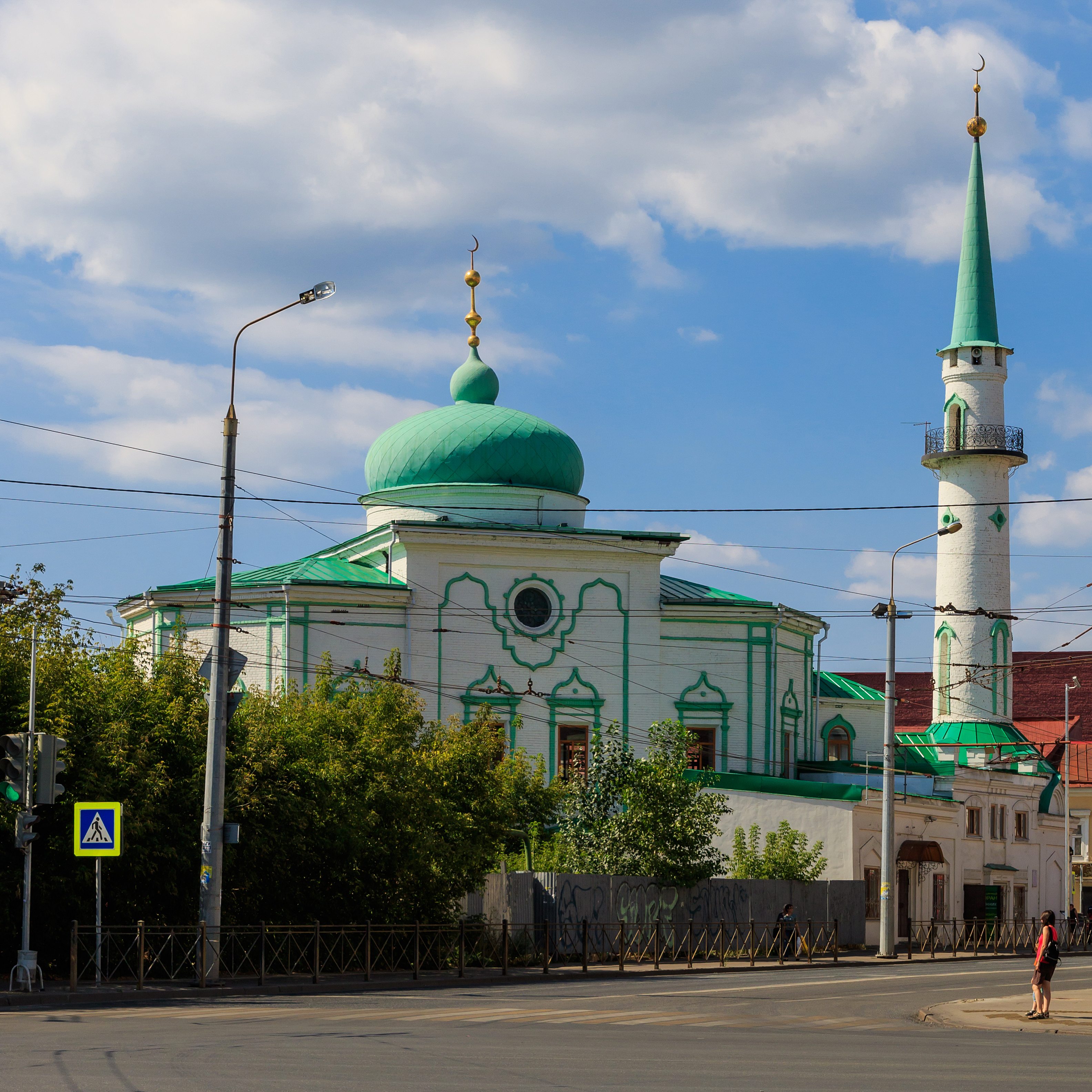
Moscheea Nurulla

- Moscheea NurullaOdată, o stradă obișnuită în Centrul Kazanului
- Universitatea de Stat din Kazan
- Hotelul Shalyapin Palace, Kazan

- Apartamente de lemn în Centrul Kazanului
- Partea tătară a Kazanului la începutul sec. 20
- Volga

- Portul Kazan
- Teatrul dramatic Kamal

## Personalități născute aici
- Feodor Șaliapin (1873 - 1938), cântăreț;
- Sara Sadíqova (1906 - 1986), actriță, soprană tătară;
- Gheorghi Vinogradov (1908 - 1980), cântăreț;
- Kārlis Šteins (1911 - 1983), astronom leton;
- Valeri Gherasimov (n. 1955),
- Ciulpan Hamatova (n. 1975), actriță;
- Artiom Zdunov (n. 1978), politician rus, șef al Republicii Mordovia;
- Aida Garifullina (n. 1987), soprană tătară;
- MakSim (n. 1983), cântăreață;
- Hanov Bulat Alfredovici (n. 1991), scriitor, critic literar rus;
- Aleksander Burmistrov (n. 1991), hocheist;
- Veronika Kudermetova (n. 1997), tenismenă.